# 何容興
何容興（Ho Yung Hing，1948年12月3日—），退役中華民國國腳，是香港1970年代著名守門員，有「救12碼王」美譽。曾效力星島、東方、精工、光華、南華等多支香港甲組足球聯賽球隊。退役後曾擔任過天天領隊，亦曾客串演出電影及電視劇。兩名兒子何家興與何家龍亦曾經是甲組球員。孫兒為電視藝員何晉樂。

## 足球生涯
何容興是新界原居民，在西貢出生及長大，1967年加入星島青年軍，由於身高手長，故此被教練許竟成指派擔任守門員。半年之後，年僅18歲便在甲組賽事亮相，首場比賽便協助球隊以3-0大勝東方。
1971-72年度球季，香港總督盃複賽東方倒戈對母會星島，兩隊加時仍踢成3-3平手，需互射12碼決勝負，何容興撲出曾聰言主射的最後一記12碼，協助東方以總比數8-7勝出，晉身四強，從此贏得「救十二碼王」美譽。
於1972年首次升上香港甲組足球聯賽角逐，便組織「巨型班」參賽的精工，重金向東方挖角，禮聘何容興加盟把守最後一關。
1973-74年度球季，光華獲得華探長顏雄入閣支持，大灑金錢招兵買馬擴軍，以高薪羅致何容興加盟，並擔任球隊組軍大旗手。在對愉園的一場盃賽，何容興因撲救張子岱主射的十二碼，導致右手腕骨折。當時主診醫生斷定何容興從此結束球員生涯，惟何容興養傷超過一年後復出。
何容興傷癒復出後加盟南華，並憑出色表現受到前西德教練邵恩賞識，引薦他加盟德國甲組聯賽勁旅法蘭克福，惟他考慮到自己漸長且信心不足，最終婉拒。
1979-80年度球季，何容興當選香港足球明星選舉最佳十一人。可是在1981年對警察的比賽中，遭對手球員踢斷右手，足球生涯第二次嚴重受傷。
在1985-86年度球季，香港甲組足球聯賽出現了兩支不敗之師，南華憑較佳得失球壓倒同分的愉園，第二次以不敗的成績登上冠軍寶座，已退居後備的何容興是南華冠軍陣容成員。

## 退役歲月
何容興退役後，曾經擔任過香港甲組足球聯賽球隊天天領隊，天天於1988年退出聯賽後，何容興亦從此淡出球圈。
在1997-98年度球季，西貢朋友一場乙組聯賽，何容興因不服球證判決，盛怒之下毆打球證，被香港足球總會重判終身停賽。
2005年8月，何容興與兒子何家興及友人於尖沙嘴一間酒吧飲酒消遣時，與人發生爭執毆鬥，受傷需送院敷治，被警方以在公眾地方打架罪名拘捕。
何容興於2013年開始，與一班中華民國足球元老，向台北爭取中華民國護照，起初遭到駐香港的台北經濟文化辦事處冷待，引起媒體關注，驚動台北當局，責成駐港人員跟進，才獲發給無國籍護照。何容興並不滿意，及後與一班足球元老，於2016年初直接向總統馬英九陳情，要求有戶籍護照及國民身份證。2017年12月，終於成功獲得批文，黃文偉、麥天富、李炳德、岑志強、陳展安2018年4月成為首五名取得有戶籍護照的中華民國足球元老。

## 客串電影
何容興於1981年曾客串演出由李修賢自導自演的電影《執法者》。

## 個人榮譽
- 香港足球明星選舉最佳十一人 一次(1979-80季度)。

## 相關文獻
- 《香港十大名將》，青森文化，賴文輝著，2013，ISBN 978-988-82232-5-1

## 外部連結
- 香港影庫–何容興資料 （页面存档备份，存于）